# 石塚朱莉
石塚 朱莉（いしづか あかり、1997年〈平成9年〉7月11日 - ）は、日本の女優、YouTuber。女性アイドルグループ「NMB48」の元メンバー。2013年から3年連続で『NHK紅白歌合戦』に出場。劇団「アカズノマ」プロデューサー。アパレルブランド「GREEN TEA COOKIE FUN CLUB」主宰。千葉県出身（大阪府生まれ）。

## 略歴
2011年
- 12月、NMB48第3期研究生オーディション最終審査合格。

2012年
- 4月29日、NMB48劇場で初公演出演。
- 10月10日、初代チームBII正規メンバーに昇格。

2013年
- 12月31日、「第64回NHK紅白歌合戦」に初出場しカモネギックスを披露[6]。

2014年
- 12月31日、「第65回NHK紅白歌合戦」に2年連続で出場しイビザガールを披露[7]。

2015年
- 12月31日、「第66回NHK紅白歌合戦」に3年連続で出場し365日の紙飛行機を披露[8]。

2016年
- 7月15日、劇団悪い芝居「メロメロたち」で舞台に本格挑戦。
- 12月16日、ニコニコ生放送でゲーム「ドラゴンクエスト」の10時間実況を行う。

2017年
- 1月16日、ぴあ関西版WEB「劇団 石塚朱莉」に連載開始。
- 9月14日、YouTube「Ishizuka Akari GAMES」チャンネルを開設。
- 9月27日、自身がプロデュースする劇団アカズノマの旗揚げを発表[9]。

2018年
- 4月12日、大阪ABCホールで劇団アカズノマ旗揚げ公演「露出狂」初日を迎える。

2019年

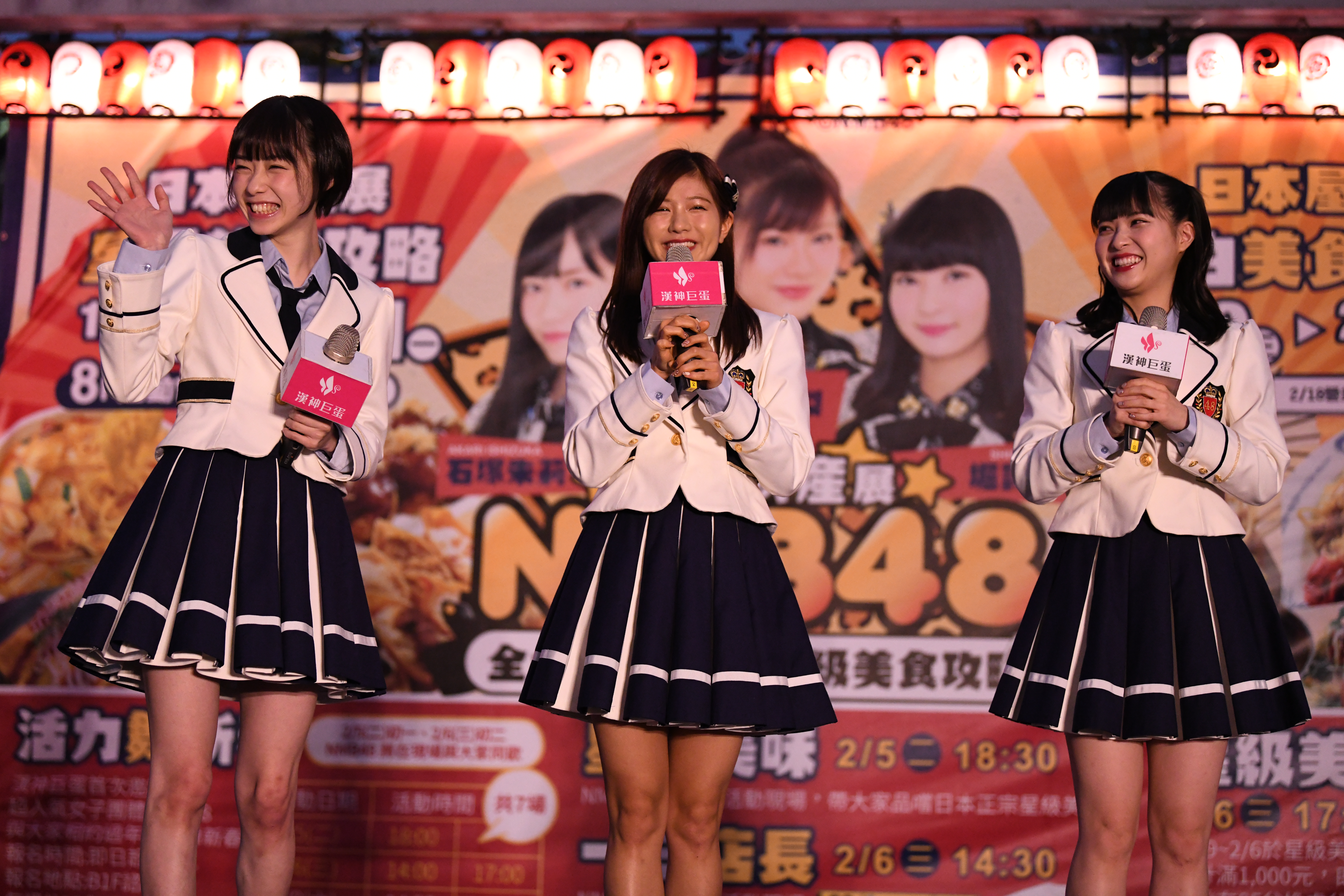
左から石塚朱莉、谷川愛梨、堀詩音。
（2019年2月5日）。

- 2月5日 - 6日、「日本物産展」で谷川愛梨、堀詩音と共に台湾を訪れる[1]。

2021年
- 4月19日、NMB48の25thシングル「シダレヤナギ」で、シングル表題曲選抜メンバーとして初めて選出されたことが発表される[10]。NMB48の3期生としては最も遅い表題曲初選抜記録となった[注 1]。また、在籍3406日での初選抜は全48グループで最遅新記録となった（全員選抜を除く）[12][13]。
- 8月30日、NMB48劇場での公演でグループからの卒業を発表[14]。同年9月17日をもってNMB48としての活動を終了した[15]。

2023年
- 1月7日、自身がプロデュースするアパレルブランド「GREEN TEA COOKIE FUN CLUB」の立ち上げを発表[16]。
- 6月7日、旅、グルメ、お酒などを取り扱うYouTubeチャンネル「Anchu Triplog【旅とグルメと酒】」開設[17]。

2024年
- 7月24日、元JILLASTEDの戸田ころねと新グループプロジェクトJACKを発足し、2人と共に活動するメンバーの募集を開始[18]。約160人の応募者よりオーディションで選ばれた4人のメンバーがプロジェクトに参加[19]。
- 12月10日、恵比寿LIQUIDROOMでアイドルグループ「ja惹句ck（ジャック）」としてデビュー。メンバーは緑色担当の石塚朱莉、赤色担当の戸田ころね、青色担当の一ノ瀬れいか、ピンク色担当の青山うか、黄色担当の流川レナ、水色担当の柊木萌音の6人からなる[20]。石塚としては2年振りにアーティスト活動を再開。

2025年
- 4月30日、4月5日からの活動休止期間[21]を経てja惹句ckの卒業を本日付で発表[22]。今後は1番のファンとしてグループを見守りつつ個人としての活動を再開[23]。

## 人物
- 愛称はあんちゅ[13]。
- ゲーム実況＆Vlog系YouTuberである[CH 1]。
- SHOWROOM生配信中に抹茶のクッキーが食べたくて咽び泣く姿が世界的に話題となる[24]。
- NMB48卒業前日のYouTubeゲーム配信ではスーパーチャット額がデイリーで世界9位を記録[25]。
- 年下の弟が二人いる[26]。
- 中学生時代はバスケットボール部に所属していた[27]。
- 好きな食べ物はポテトサラダ、シチュー、梅干し。好きな飲み物は緑茶[28]。
- 趣味はゲーム、アニメ鑑賞。新世紀エヴァンゲリオンファンで好きなキャラクターは惣流・アスカ・ラングレー[29]。

### 交友関係
- NMB48の2期生古賀成美とは劇団アカズノマで共演。稽古期間中に狭いシャワールームに密着した関係[30]。
- 女子プロレスラー飯田沙耶は小学生時代の同級生[31]。
- 元BsGirls、元ラストアイドルの岡村茉奈は高校の同級生[32]。
- 藤江れいなとは同じ出身であり一緒に遊ぶ仲である[33]。

### 女優
- 吉本新喜劇出演を目標にNMB48へ加入[34]。そのせいかキャッチフレーズを「ちゅっ!ちゅっ!ちゅっ! あんちゅの投げきっちゅで世界一のコメディ女優の座をげっちゅ!」としていた[35]。
- NMB48の先輩である岸野里香出演のミュージカル見て舞台に興味を持つ[36]。
- 目標とする女優は満島ひかり[36]。

### エピソード
- 2021年9月23日、YouTubeのライブ配信中にNMB48卒業の理由を説明[動画 1]。
- 2022年7月28日、音MAD系YouTuberのHeiakimに抹茶クッキーが食べたくて咽び泣きする音声が使われる[37]。

## 出演

### 舞台
- 劇団壱劇屋「SQUARE AREA」（2016年2月10日） - 日替わりゲスト
- 悪い芝居 vol.18「メロメロたち」（2016年7月15日 - 31日、HEP HALL・赤坂RED/THEATER） - 生恥つづき 役[38][39]
- 悪い芝居 vol.19「罠々」（2017年4月8日 - 16日、HEP HALL / 18日 - 23日、東京芸術劇場 シアターウエスト） - 鉈出孤子 役[39]
- 劇団アカズノマ
  - 旗揚げ公演「露出狂」（2018年4月12日 - 15日、ABCホール） - 御器・比留 役（一人二役）[40]
  - 第2回公演「夜曲 nocturne」（2019年1月24日 - 27日、ABCホール / 1月31日 - 2月3日、新宿村LIVE） - ツトム 役[41]
  - 謎解きエンターテインメントミュージカル「Enigma 不可逆な友情」（2022年7月15日 - 17日、道頓堀ZAZA HOUSE）[42]
- インプロマニア9（2019年03月26日、ナレッジシアター）
- インプロビアス・バスターズ#23（2019年4月21日、ポストよしもと）
- インプロマニアX（2019年9月7日、ABCホール）
- インプロビアス・バスターズ 〜大阪文化芸術フェス特別編〜（2019年10月28日、COOL JAPAN PARK OSAKA SSホール）
- 朗読劇「Love Later」（2020年6月25日、なんばグランド花月、無観客配信公演） - ありさ 役[43][リンク切れ]
- 久馬歩責任編集「月刊コント 11月号」（2020年11月8日、よしもと漫才劇場）
- 朗読劇「Love Later」（2021年9月9日、道頓堀ZAZA HOUSE） - ありさ 役[44]
- PERSONA5 the stage - 新島真 役
  - #3（2021年12月10日 - 12日、メルパルクホール大阪 / 16日 - 19日、KT Zepp Yokohama）[45]
  - #4 FINAL（2022年10月20日 - 23日、KT Zepp Yokohama）[46]
- 舞台「ナミヤ雑貨店の奇蹟」（2022年2月26日 - 3月6日、サンシャイン劇場）[47]
- 冤罪執行遊戯ユルキル the stage（2022年4月23日 - 5月1日、ニッショーホール）- 嗅土かぐら 役[48]
- アメツチ怪談 「番町皿屋敷」（2023年10月7日, 9日、渋谷区伝承ホール）[49]
- ボイスト3～Voice & Stories 予選Aブロック『サイバスフィア vs. ダンデライオン』（2023年11月11日、ところざわサクラタウン ホールB）- 藍野かおん役（CV.）[50]

### テレビ番組

#### バラエティ
- シンラバンゲー 〜あらゆるゲーム遊び尽くします〜（2018年5月23日 - 2019年10月23日、Kawaiian TV）

#### ドラマ
- 第1話（朝日放送）
  - シーズン1（2019年）
    - #1 恋愛ドラマ「あなたの名は。」（4月22日） - あやめ 役
    - #11 恋愛ドラマ「101回の告白」・#12 刑事ドラマ「刑事たち」（6月30日・7月7日） - ショートカットの女 役

  - シーズン2 #7 異世界転生ファンタジードラマ「陰キャJKの指遊びが、異世界で最強魔法！」（2020年8月30日） - リゼ 役
- 新・ミナミの帝王 第18作「バイトテロの誘惑」（2020年1月13日、関西テレビ）

### ネット配信

#### ドラマ
- 放課後の悪魔（2014年、YNN） - 西尾夢美 役
- ぬーさん（2015年、YNN） - あーこ 役
- 茶店のガール（2016年、YNN） - サチエ 役
- アキナ&藤崎マーケットのFIRST TAKEシアター（2021年5月22日、FANY Channel） - 即興ドラマ[51]

#### バラエティ・ゲーム番組
- 吉本自宅ゲーム部（Mildom）
  - 「NMB48あんちゅゲームチャンネル」（2020年8月26日 - 12月23日）
  - 「大阪芸人ゲームチャンネル」（2021年1月13日 - 6月30日）
- inゼリーゲーム部（2020年8月27日 - 2021年3月19日、inゼリーゲーム部 YouTubeチャンネル）[52][53]
  - 「グラブルVS」シリーズ[54][55]
  - 「Apex Legends」シリーズ[56][57][58][59]
- 闇夜のゲームBAR ～オリジナルゲームで一攫千金～（2021年5月28日、FANYチャンネル）[60]

### CM
- NMB48の麻雀てっぺんとったんで！（2020年7月）[61]

### 連載
- 劇団 石塚朱莉（2017年1月16日 - 2021年9月20日[注 2]、ぴあ関西版WEB）
- 石塚朱莉のイケてる“ゲームの間”[62]（2023年5月21日 - 、リアルサウンドテック）

### モデル
- アパレルブランド「CaNARi」
  - 2020 Winter & Holiday LOOK[63]
  - 2021 Early Summer LOOK[64]
- アパレルブランド「XROSSCOUNTER」レトロPCゲームTシャツ「ハイドライド」「レリクス」「夢幻の心臓」（2023年6月7日発売）[65][66]。

### その他
- 「ドラゴンクエスト」シリーズ新作スマートフォンタイトル発表会 - YouTube（2023年1月18日、スクウェア・エニックス）
- 『ドラゴンクエスト　チャンピオンズ』βテスト体験会レポート - YouTube（2023年4月27日、スクウェア・エニックス）

## 参加楽曲

### シングル選抜楽曲
NMB48名義
- 「ナギイチ」に収録
  - 理不尽ボール - 「アンダーガールズ」名義
- 「ヴァージニティー」に収録
  - ちょっと猫背
- 「北川謙二」に収録
  - 眠くなるまで羊は出て来ない
- 「僕らのユリイカ」に収録
  - さや姉
- 「カモネギックス」に収録
  - 時間は語り始める
- 「高嶺の林檎」に収録
  - プロムの恋人 - 「白組」名義
- 「らしくない」に収録
  - 右にしてるリング - 「Team M」名義
- 「Don't look back!」に収録
  - ハート、叫ぶ。 - 「Team M」名義
- 「ドリアン少年」に収録
  - 僕だけのSecret time - 「Team M」名義
- 「Must be now」に収録
  - Good-bye、Guitar - 「Team M」名義
- 「甘噛み姫」に収録
  - 恋を急げ - 「Team M」名義
- 「僕はいない」に収録
  - 最後の五尺玉 - 「Team M」名義
- 「僕以外の誰か」に収録
  - Let it snow ! - 「Team BII」名義
- 「ワロタピーポー」に収録
  - 普通の水 - 「Team BII」名義
- 「欲望者」に収録
  - 匙を投げるな! - 「Team BII」名義
- 「僕だって泣いちゃうよ」に収録
  - 職務質問 - 「Team BII」名義
- 「床の間正座娘」に収録
  - 嘘をつく理由 - 「Team M」名義
  - 2番目のドア
- 「母校へ帰れ!」に収録 
  - パンパン パパパン  - 「Team M」名義
- 「だってだってだって」に収録
  - 青春はブラスバンド  - 「Team M」名義
- 「恋なんかNo thank you!」に収録
  - アイラブ豚まん
  - 我が友よ 全力で走ってるか? - 「Team M」名義
- シダレヤナギ

AKB48名義
- 「ギンガムチェック」に収録
  - あの日の風鈴 - 「ウェイティングガールズ」名義

### アルバム選抜曲
NMB48名義
- 『てっぺんとったんで!』に収録
  - てっぺんとったんで!
  - アーモンドクロワッサン計画 - 「team BII」名義
- 『世界の中心は大阪や 〜なんば自治区〜』に収録
  - 夏の催眠術 - 「Team M」名義
- 『難波愛〜今、思うこと〜』に収録
  - 難波愛

AKB48名義
- 『1830m』に収録
  - 青空よ 寂しくないか?

### 劇場公演ユニット曲
3期生公演「会いたかった」
- 恋のPLAN

チームBII 1st Stage「会いたかった」
- 渚のCHERRY
- 背中から抱きしめて
- リオの革命
  - 3曲とも薮下柊のアンダー

チームBII 2nd Stage「ただいま恋愛中」
- Faint（加藤夕夏のアンダー）

チームM 2nd Stage「RESET」
- 奇跡は間に合わない
- 逆転王子様（白間美瑠のアンダー）
- 明日のためにキスを（藤江れいなのアンダー）

チームBII 4th Stage「恋愛禁止条例」
- 恋愛禁止条例（沖田彩華のアンダー）

チームM 3rd Stage「誰かのために」
- ライダー

### サイバスフィア
- スターゲイザー（藍野かおん名義）[67]

### ja惹句ck
- 少女ジャンプ[68]